# 展覧会の絵
組曲『展覧会の絵』（てんらんかいのえ、露: Картинки с выставки; 仏: Tableaux d'une exposition; 独: Bilder einer Ausstellung; 英: Pictures at an Exhibition）は、1874年にロシアの作曲家モデスト・ムソルグスキーによって作曲されたピアノのための組曲である。ロシアの画家であるヴィクトル・ハルトマン（ガルトマンとも）の死を悲しみ、絵の展覧会を訪れた際の散歩(プロムナード)の様子を曲にしている。曲ごとに拍子が違うのは歩きながら絵を見ているという、歩調を表しているとも言われている。後世では、多くの作曲家によってオーケストラ(管弦楽)に編曲された。とりわけ、フランスのモーリス・ラヴェルによる、トランペット・ソロで開始される編曲が名高い。

## 作品の概要
『展覧会の絵』はムソルグスキーが、友人であったヴィクトル・ハルトマンの遺作展を歩きながら、そこで見た10枚の絵の印象を音楽に仕立てたものである。ロシアにとどまらずフランス、ローマ、ポーランドなどさまざまな国の風物が描かれている。また、これらの10枚の絵がただ無秩序に並ぶのではなく、「プロムナード」という短い前奏曲あるいは間奏曲が5回繰り返して挿入されるのが特徴的で、この「プロムナード」は展覧会の巡回者、すなわちムソルグスキー自身の歩く姿を表現している（使われるごとに曲想が変わるので、次の曲の雰囲気と調性とを的確に感じて弾くことが大切である）といわれる。覚えやすいメロディーと緩急自在の構成（ユーモラスな曲、優雅な曲、おどろおどろしい曲、重々しい曲など）から、ムソルグスキーの作品の中でももっとも知られた作品の一つである。

## 組曲の構成
絵の印象を描いた10曲と、「プロムナード」5曲（自筆譜では第2プロムナード、第3プロムナード、第4プロムナードは調号を用いずに臨時記号で書かれている）、「死せる言葉による死者への呼びかけ」の16曲からなる。ただし、ラヴェル版は第6曲と第7曲の間の第5プロムナードが削除された15曲で、これと同様に第5プロムナードが削除されている版も多い。「死せる言葉による死者への呼びかけ」は「プロムナード」の変奏であり、6番目の「プロムナード」と位置づけることもできる。さらに、最終曲である「キエフの大門」の途中にも「プロムナード」のモチーフが現れる。
なお、ムソルグスキーは各プロムナードと直後の曲、「リモージュの市場」から「死せる言葉による死者への呼びかけ」、「バーバ・ヤガー」と「キエフの大門」をアタッカで繋ぐ指示をしている。
|    | 曲名                                            | 原題                                                                                | 拍子                 | 調                     |
| -- | ----------------------------------------------- | ----------------------------------------------------------------------------------- | -------------------- | ---------------------- |
|    | 第1プロムナード                                 | Promenade                                                                           | 5/4, 6/4 - 6/4       | 変ロ長調               |
| 1  | 小人（グノーム）                                | Gnomus                                                                              | 3/4 - 4/4, 3/4 - 3/4 | 変ホ短調               |
|    | 第2プロムナード                                 | [Promenade]                                                                         | 5/4,6/4              | 変イ長調               |
| 2  | 古城                                            | Il vecchio castello                                                                 | 6/8                  | 嬰ト短調               |
|    | 第3プロムナード                                 | [Promenade]                                                                         | 5/4, 6/4 - 4/4       | ロ長調                 |
| 3  | テュイルリーの庭 - 遊びの後の子供たちの口げんか | Tuileries - Dispute d'enfants après jeux                                            | 4/4                  | ロ長調                 |
| 4  | ビドロ（牛車）                                  | Bydlo                                                                               | 2/4                  | 嬰ト短調               |
|    | 第4プロムナード                                 | [Promenade]                                                                         | 5/4, 6/4, 7/4 - 3/4  | ニ短調                 |
| 5  | 卵の殻をつけた雛の踊り                          | Балет невылупившихся птенцов (Ballet des poussins dans leurs coques)                | 2/4                  | ヘ長調                 |
| 6  | サムエル・ゴールデンベルクとシュムイレ          | Samuel Goldenberg und Schmuÿle                                                      | 3/4 - 4/4            | 変ロ短調               |
|    | 第5プロムナード                                 | Promenade                                                                           | 5/4, 6/4, 7/4        | 変ロ長調               |
| 7  | リモージュの市場                                | Limoges - Le marché                                                                 | 4/4 - 3/4 - 4/4      | 変ホ長調               |
| 8  | カタコンベ - ローマ時代の墓                     | Catacombae - Sepulchrum Romanum                                                     | 3/4                  | イ短調                 |
|    | 死せる言葉による死者への呼びかけ                | Cum mortuis in lingua mortua                                                        | 6/4                  | ロ短調                 |
| 9  | 鶏の足の上に建つ小屋 - バーバ・ヤガー           | Избушка на курьих ножках - Баба-Яга (La cabane sur des pattes de poule - Baba-Yaga) | 2/4 - 4/4, 2/4 - 2/4 | 符号なし（実質ト短調） |
| 10 | キエフ（キーウ）の大門                          | Богатырские ворота - в стольном городе во Киеве - (La grande porte de Kiev)         | 2/2 - 4/4            | 変ホ長調               |

### 第1プロムナード
途中で拍子が変わるが、スターソフによれば、ゆっくりと歩いたり早々と歩いたりして会場を動き、時には悲しげに、亡くなったハルトマンのことを考えている自身を描いているという。演奏時間は約1分40秒。

### 小人（グノーム）
急に止まったり始まったりする旋律が、小人のぎこちなく走っている様子を感じさせる。演奏時間は約3分。

### 第2プロムナード
第1プロムナードよりも低く安らかな旋律が続く。演奏時間は約1分弱。

### 古城
低く重々しい旋律が流れる。ハルトマンは建築物の絵画には大体の大きさを見物客にもわからせるために、わざと人物を描いたものが多い。この曲のもとになった絵画もその1つと考えられており、スターソフによると「中世ヨーロッパ（おそらくイタリア）の古城で吟遊詩人が歌う歌」を再現したものと解釈している。

### 第3プロムナード
低音の和音が組み合わされ、より暗く重みのあるものになっている。

### テュイルリーの庭 - 遊びの後の子供たちの口げんか
チュルイリーの庭とも表記される。テュルイリー宮殿の庭で遊んだ後に喧嘩をする子供たちの様子が表現される。

### ビドロ（牛車）
ブイドロと表記されることもある。重々しく牛車が近くを通り過ぎ、遠ざかっていく様子が表現されている。

### 第4プロムナード
それまでのプロムナードと異なり、短調となっている。演奏時間は約40秒。

### 卵の殻を付けた雛の踊り
孵化しきっていない雛が飛び跳ねたりして踊るところを描いている。演奏時間は約1分10秒程。

## 作曲と編曲の経緯

### 原典版（自筆譜）

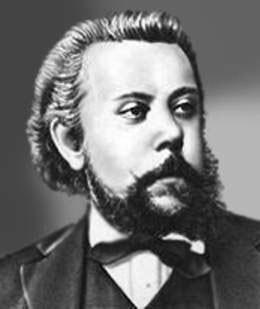
モデスト・ムソルグスキー

ムソルグスキーは音楽史などでは「ロシア5人組」と呼ばれる音楽家集団の1人として良く知られているが、ムソルグスキー1人に限って見ると、後年になるほどウラディーミル・スターソフの影響がきわめて大きい。スターソフはロシアの芸術史研究家であり評論家であったが、指導者的な面もあり、多くの若い芸術家の慈父のような役割を果たした。そして彼のサロンには、音楽、絵画、建築、彫刻家などが集まり、ロシア固有の芸術を探求する空気が醸成されていた。

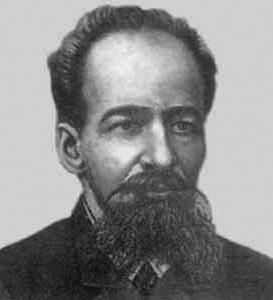
ヴィクトル・ハルトマン

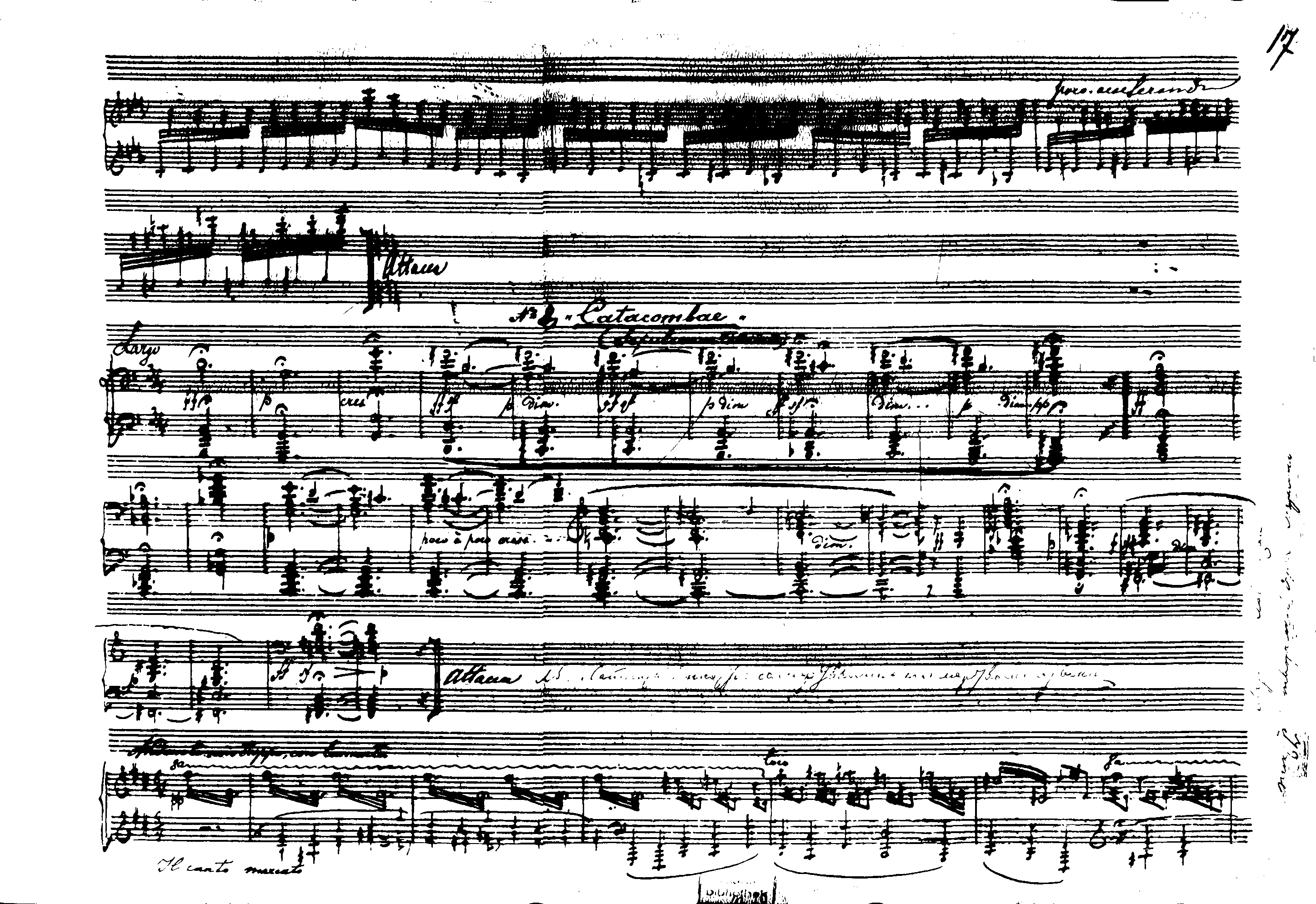
ファクシミリ版17ページ。「カタコンベ」と「死せる言葉による死者への呼びかけ」

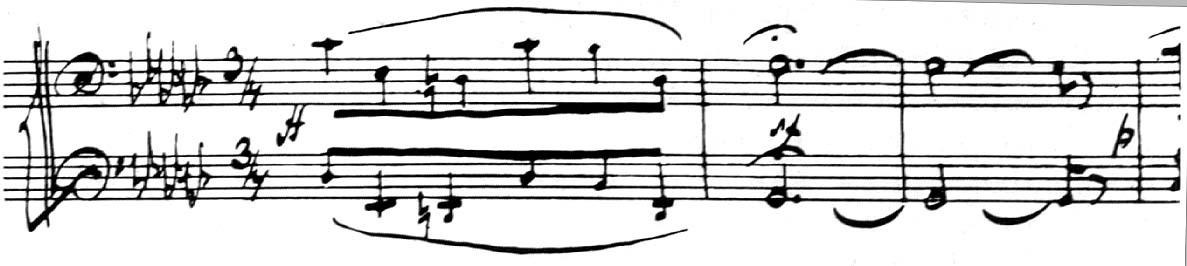
「小人」の冒頭部分

スターソフは、1870年にペテルブルグで行われた産業博覧会の際にヴィクトル・ハルトマンという建築家であり画家でもある人物と知り合った。彼を紹介されたムソルグスキーは、ハルトマンがヨーロッパの影響を脱したロシア独自のスタイルを模索していたことに共感し、交友を結んだ。お互いに作品を献呈しあう親しい友人となったが、1873年8月4日、ハルトマンは動脈瘤が原因で急死してしまう。ムソルグスキーの落胆ぶりは大きく、残された手紙などによると、ハルトマンの体の異常に気づきながら友人としてなすべきことをしていなかったのではないかと、自責の念にかられている様子がわかる。一方、スターソフはハルトマンの遺作展を開くことにした。ハルトマンの作品を整理することと、ハルトマン未亡人のための資金援助が目的であったと思われる。遺作展は、1874年の2月8日から3月にかけて、母校であったサンクトペテルブルク美術アカデミーにおいて400点の遺作を集めて大々的に開催された。
その展覧会から半年後の1874年7月4日、ムソルグスキーは『展覧会の絵』を完成させた。同年6月24日付のスターソフへの手紙には、この曲について興奮気味に「アイディアが煮えたぎっていて、何とか紙に記している」などと書かれているほか、「今4曲目に取り掛かっている」とも記され、その前に作曲していた歌曲の完成よりまだ10日程度しかたっていないことから、作業の遅いムソルグスキーにしては珍しく2 - 3週間足らずで一挙に作曲されたものと推測されている。この自筆譜は、現在はレニングラード国立公共M. J. サルティコフ・シェッシュドリン図書館に保存されている（手稿本部門、M. P. ムソルグスキー基礎資料502番、文書番号129）。いわゆる自筆譜とかファクシミリ版と呼ばれているものである。なお、原典版・原曲といった場合、本来はムソルグスキーの自筆譜（またはファクシミリ版）を指すが、ファクシミリ版が1975年まで公開されなかったため、1931年に出版されたモスクワ音楽院教授パーヴェル・ラム（Pavel Lamm）による校訂版が今でも原典版として広く受け入れられている。

### ムソルグスキーの死とリムスキー＝コルサコフ版

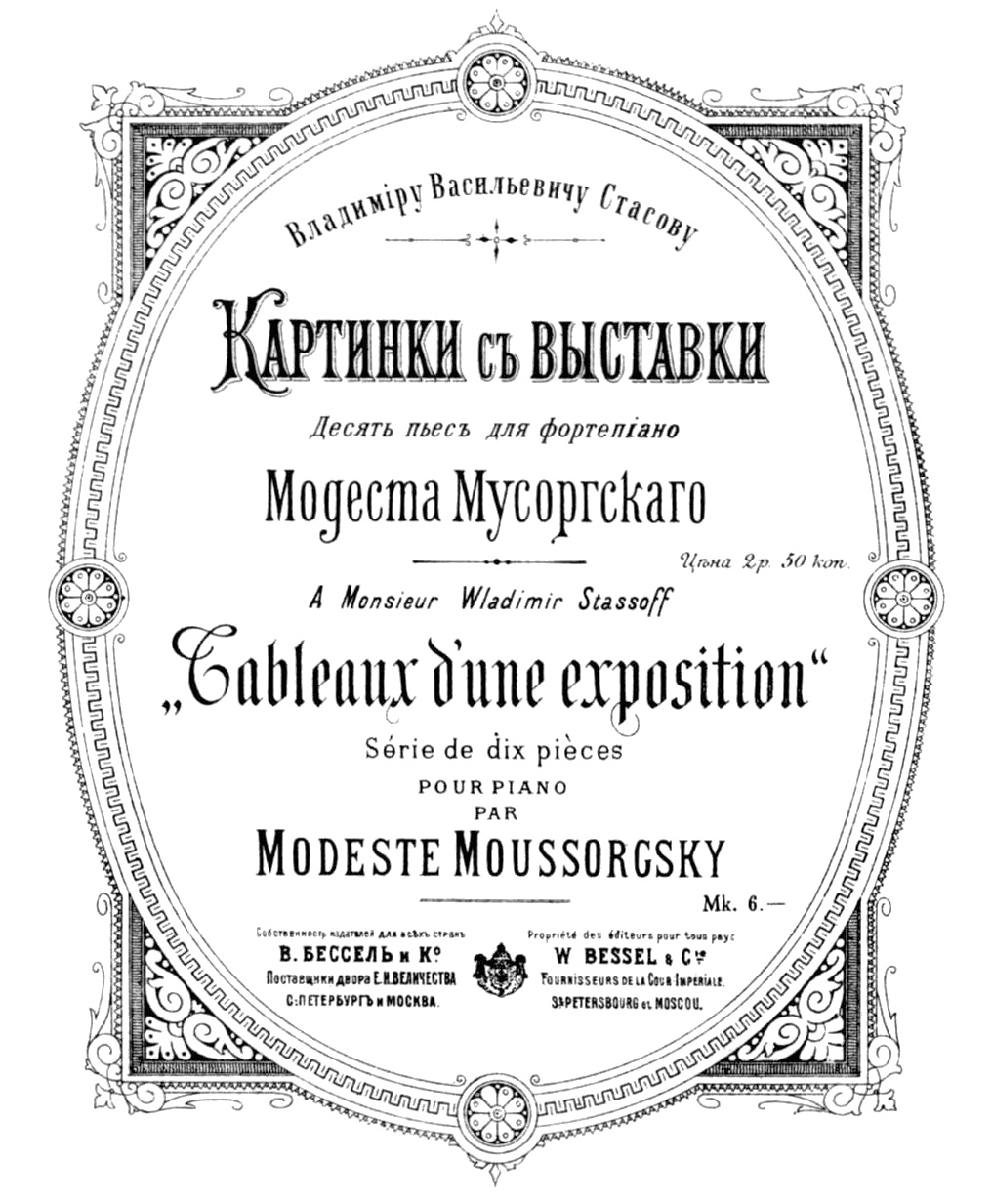
リムスキー＝コルサコフ版初版表紙

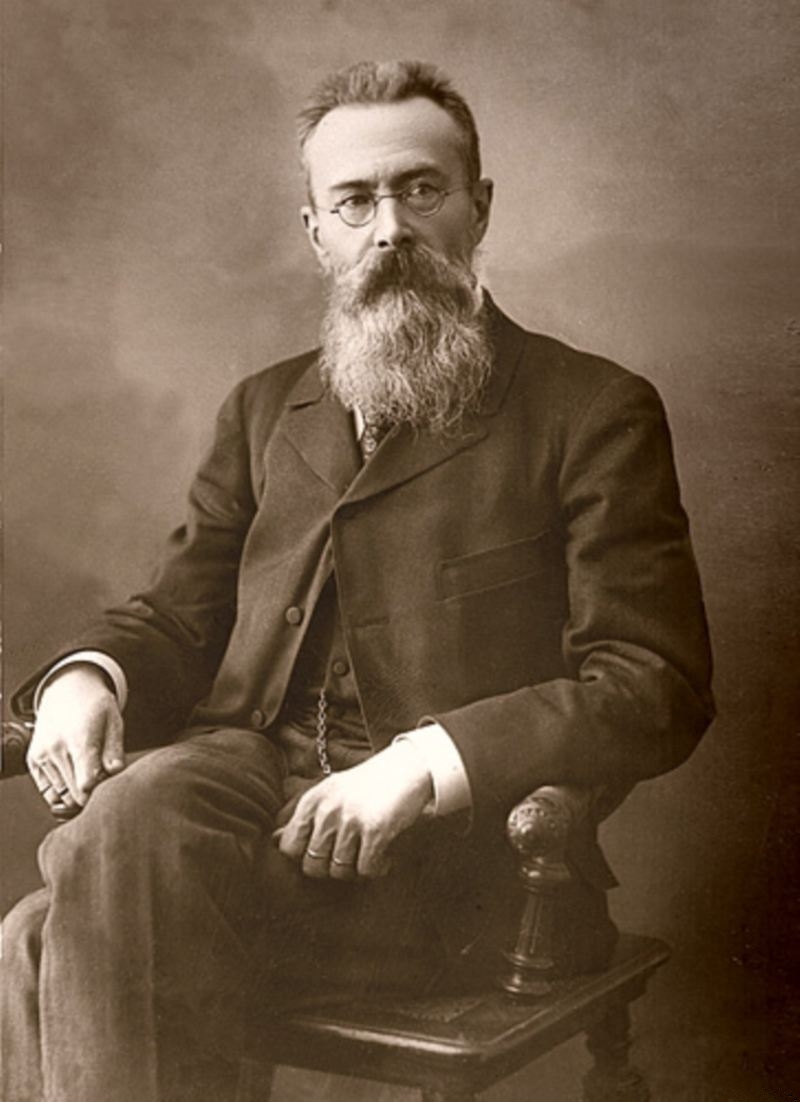
リムスキー＝コルサコフ

『展覧会の絵』はムソルグスキーの生前には一度も演奏されず、出版もされないままであった。そもそも作曲者本人が、1880年にフーゴー・リーマンが編纂中であった音楽事典への依頼に応えて書いた原稿の中で「オペラ作曲中の気晴らしに絵画のような作品集を書いた」と、タイトルすら書かないで述べるほど関心を失っていたようである。そして1881年3月28日、ムソルグスキーはアルコール依存症と生活苦から衰弱してこの世を去る。今日よく知られる彼の肖像画は、死の3週間ほど前、スターソフの元でやはり懇意であったイリヤ・レーピンの筆によるものである（レーピンは『ヴォルガの舟曳き』で有名なロシア・リアリズムの画家）。
幸いにもリムスキー＝コルサコフがムソルグスキーの遺稿の整理に当たった。そして、『展覧会の絵』のピアノ譜が1886年に出版され、ついに日の目を見る。ただしリムスキー＝コルサコフの改訂が目立つため、現在は「リムスキー＝コルサコフ版」として、原典版とは区別されている。改訂は、現在では独創的で斬新とも評価されるムソルグスキーの原典版が、当時の感覚ではあまりに荒削りで、非常識と捉えられる部分もあったためと言われており、時にはリムスキー＝コルサコフがムソルグスキーの音楽を理解していなかったからだとも言われている。しかし、ムソルグスキーの様々な作品の楽譜を世に出した意味は大きく、5人組の中で、リムスキー＝コルサコフが最もその音楽の素晴らしさを認識していた証左といってよい。
特に明確な原典版との相違点は、「ビドロ」が弱音で始まって次第に音量が大きくなる点（原典版ではフォルティッシモで始まる）、「サムエル・ゴールデンベルクとシュムイレ」の最後がC-D♭-C-B♭となる点（原典版はC-D♭-B♭-B♭）。これらは下記のラヴェル版でも踏襲されている。

### トゥシュマロフ版

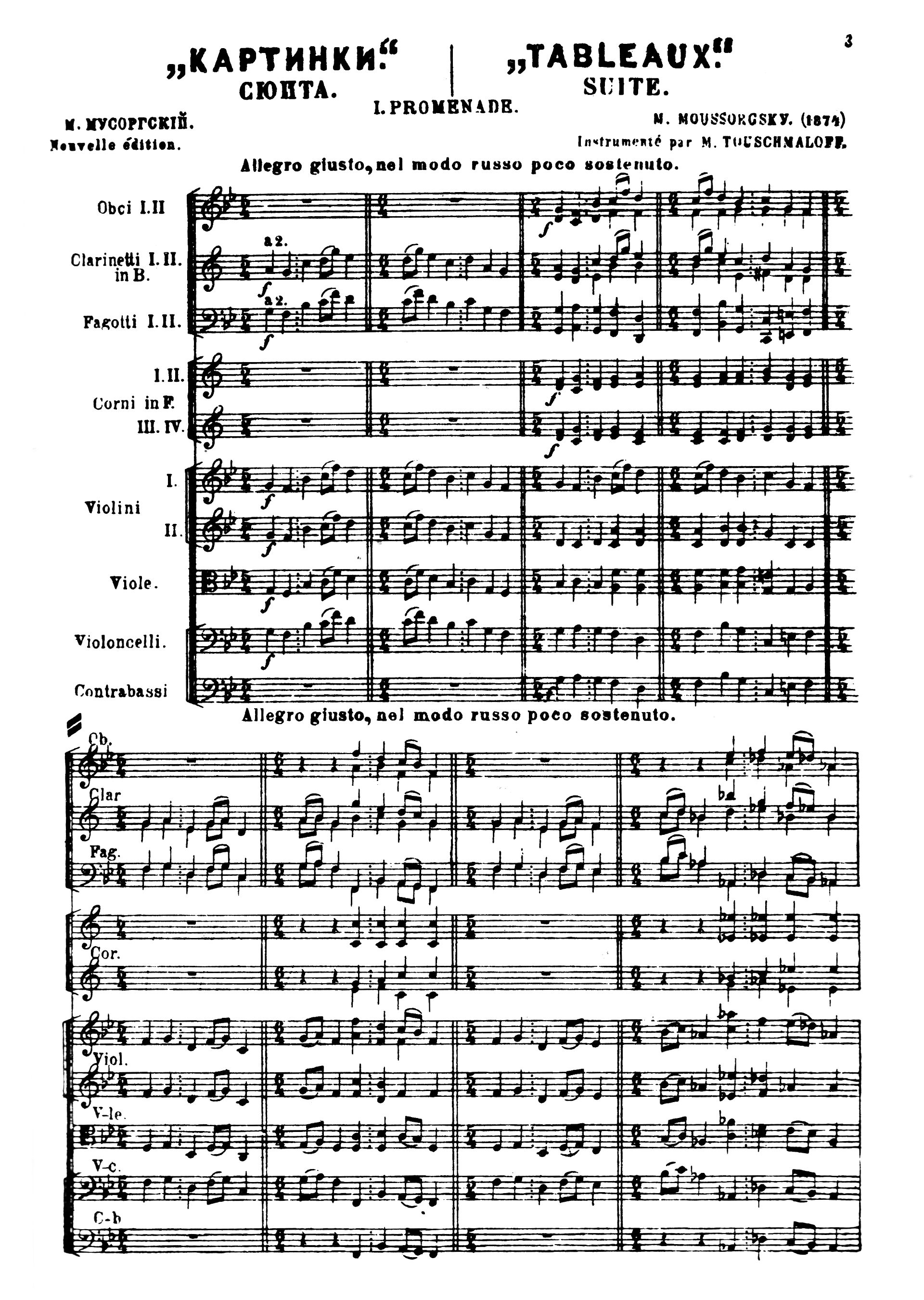
トゥシュマロフ版の展覧会の絵　第1プロムナード

ムソルグスキーの残した音楽の多くが未完成のものであったが、後にさまざまな音楽家がこれを補筆もしくは改訂や編曲をして世に出した。
リムスキー＝コルサコフ校訂のピアノ譜の出版の5年後の1891年、リムスキー＝コルサコフの弟子であったミハイル・トゥシュマロフがこの曲の最初のオーケストラ編曲を行った。トゥシュマロフ版は5番目以外の「プロムナード」、「小人」、「ビドロ」、「テュイルリーの庭」を省略した短縮版であった。トゥシュマロフ版は通常「トゥシュマロフおよびリムスキー＝コルサコフ編」と表記されているが、リムスキー＝コルサコフが編曲にどこまで関与したかは明らかではない。ただし、トゥシュマロフ版は、発表の年にリムスキー＝コルサコフの指揮によって初演されている。

### ラヴェル版

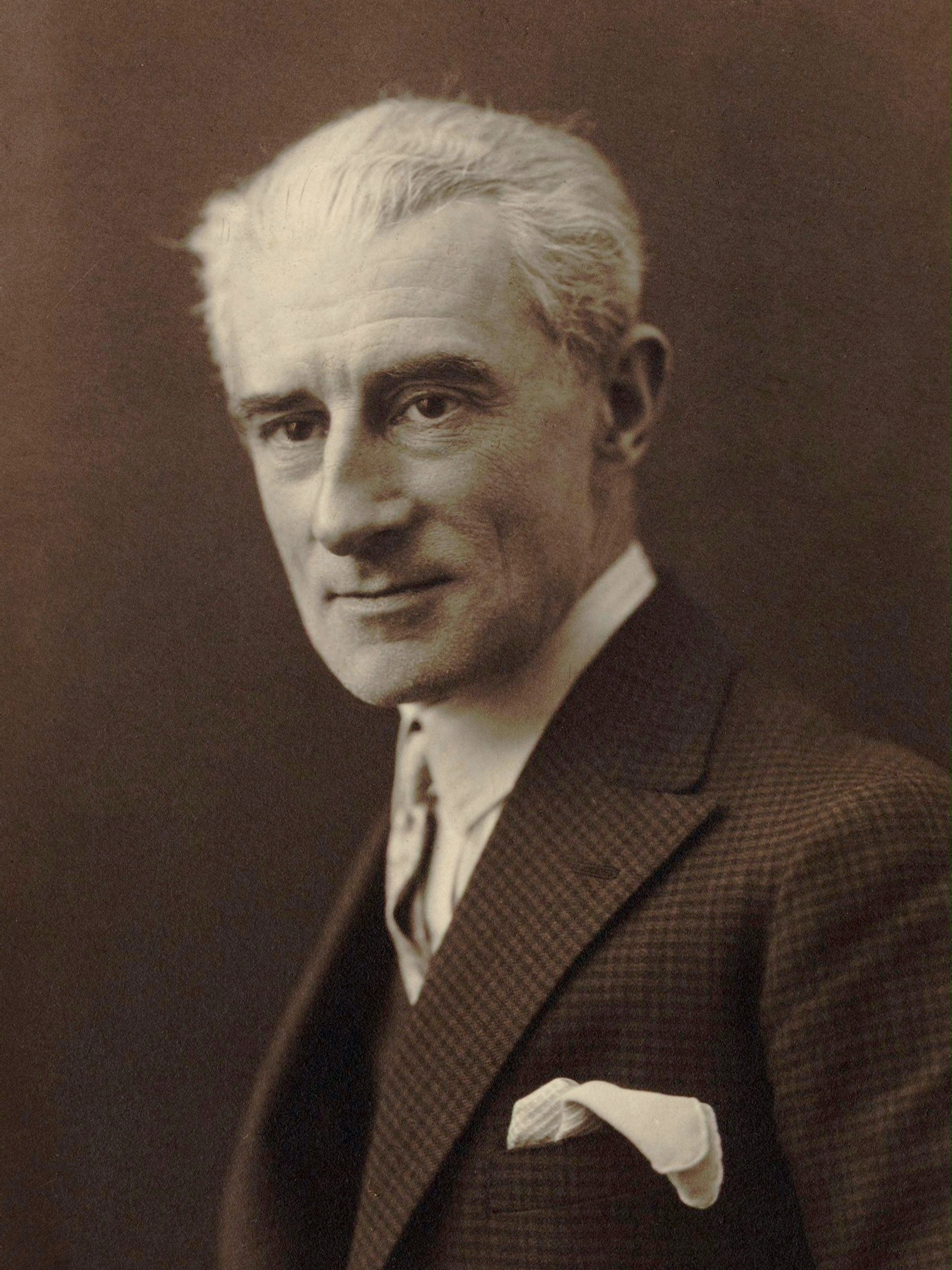
モーリス・ラヴェル

1920年に指揮者セルゲイ・クーセヴィツキーは、ペトログラード国立フィルハーモニー管弦楽団のポストを去り、パリに移住した。1921年に「コンセール・クーセヴィツキー」を創設した彼は、当時の現代音楽やロシア音楽の擁護者として、そういった作品を自ら率いるオーケストラのプログラムで数多く演奏していた。その一環として、1922年にそれまであまり注目されていなかった『展覧会の絵』をオーケストラで取り上げようと、ラヴェルへ管弦楽曲への編曲を依頼した。この編曲版はクーセヴィツキーが指揮する、パリの名だたる奏者100名で構成されるオーケストラによって、同年10月19日（初演）と10月26日にパリのオペラ座で演奏され、これをきっかけに一挙にムソルグスキーの『展覧会の絵』は世界的に有名になった。
ラヴェルがこの仕事を引き受けた理由としては、報酬もさることながら当時フランスの音楽家（サン＝サーンスやドビュッシー、ラヴェルなど）にムソルグスキーの和音を多用する様式が評価されつつあったこと、もともとラヴェルがムソルグスキーをはじめとした19世紀以降のロシア音楽に強い興味を持ち、楽譜を研究するなどその作風について知識を持っていたこと、ムソルグスキーのピアノ曲は管弦楽曲を作るための習作のような作りであったことなどが挙げられている。
ラヴェルは編曲に当たり、友人の音楽評論家で、ムソルグスキーの伝記を書いたこともあるカルヴォコレッシに譜面の手配を依頼した。その手紙（1922年2月3日付）には「ムソルグスキーのオリジナル版（自筆譜）を入手できないか」と記しており、ラヴェルが当時出版されていたムソルグスキーの楽譜には、リムスキー＝コルサコフによる改変があることを知っており、自身はムソルグスキーのオリジナルから編曲をする意図であったことが判っているが、カルヴォコレッシは自筆譜を入手できなかったようで、最終的にはすでに出版されていたリムスキー＝コルサコフ版に基づき、1922年の3月からまず「キエフの大門」に着手して5月1日に完成、続けて残りを初秋頃までかけて編曲を行った。
ラヴェル自身は、ムソルグスキーの原曲そのものを尊重しようとする態度で編曲に臨んだものの、リムスキー＝コルサコフ版を使用せざるを得なかったため、先述の通り原典版からの変更がそのままになっている部分も多い。ただしラヴェルが自身の判断で訂正した部分もある他、ラヴェルの自作ピアノ曲のオーケストラ編曲（例えば『道化師の朝の歌』や『古風なメヌエット』）にもみられる、オーケストラの特性を考慮した小節の追加などの補筆を行っている。
編曲自体はラヴェルの異名である「オーケストラの魔術師」どおりの華麗で色彩的なもので、特に冒頭のトランペットのファンファーレ的な「プロムナード」、ソロ楽器として「古城」でアルト・サクソフォーン、「ビドロ」でチューバを使うなどの独創的なアイディア、木管・金管・弦楽器・およびそれらの組み合わせによる音色交代・音色対比を重視したものとなっている。これらについては後述するリヒテルのように、原曲の持つロシア的な要素が弱められている・ムソルグスキーの意図を理解していないという批判も存在するが、ラヴェルが以前からムソルグスキーの作品研究をしてその作風を知っていたこと、自身や他の作曲家のピアノ曲をオーケストラへの編曲する際、常に楽曲を新たに再創造するスタンスであったことから、ラヴェルは『展覧会の絵』（ひいてはムソルグスキーの作品の特徴）のロシア臭よりも、幻想的かつグロテスクさの方をより重視し、それをオーケストラ作品としての華やかな色彩で表現しようとしたとも言える。その仕事の結果は、指揮者のトスカニーニが「オーケストラの楽器法の偉大な贈り物の一つはベルリオーズの著作、もう一つは『展覧会の絵』のラヴェルのオーケストレーション」と激賞したように、『展覧会の絵』に新しい生命を与えることに成功したと言ってよい。またこの編曲の認知度が高まることで、それまで顧みられていなかった原曲を演奏するピアニストが現れ始めるなど、その影響は絶大であった。
なお、楽譜は1929年にクーセヴィツキーの経営していたロシア音楽出版から出版され、現在は同社の業務を引き継いだブージー・アンド・ホークスなどで刊行されている。
| 木管   | 木管                          | 金管         | 金管         | 打           | 打                                                                   | 弦           | 弦           |
| ------ | ----------------------------- | ------------ | ------------ | ------------ | -------------------------------------------------------------------- | ------------ | ------------ |
| Fl.    | 3（2, 3番はFl.picc.持ち替え） | Hr.          | 4            | Timp.        | ●                                                                    | Vn.1         | ●            |
| Ob.    | 3（3番はC.I.持ち替え）        | Trp.         | 3            | 他           | Ptti., Tamb., Gr.C., Tam-T., Glsp., Xylo., Trg., Crec., Fouet, Camp. | Vn.2         | ●            |
| Cl.    | 2, Cl.b.1                     | Trb.         | 3            | 他           | Ptti., Tamb., Gr.C., Tam-T., Glsp., Xylo., Trg., Crec., Fouet, Camp. | Va.          | ●            |
| Fg.    | 2, Cfg.1                      | Tub.         | 1            | 他           | Ptti., Tamb., Gr.C., Tam-T., Glsp., Xylo., Trg., Crec., Fouet, Camp. | Vc.          | ●            |
| 他     | Sax.a.1                       | 他           |              | 他           | Ptti., Tamb., Gr.C., Tam-T., Glsp., Xylo., Trg., Crec., Fouet, Camp. | Cb.          | ●            |
| その他 | その他                        | Cel., Arpa 2 | Cel., Arpa 2 | Cel., Arpa 2 | Cel., Arpa 2                                                         | Cel., Arpa 2 | Cel., Arpa 2 |

### ストコフスキー版

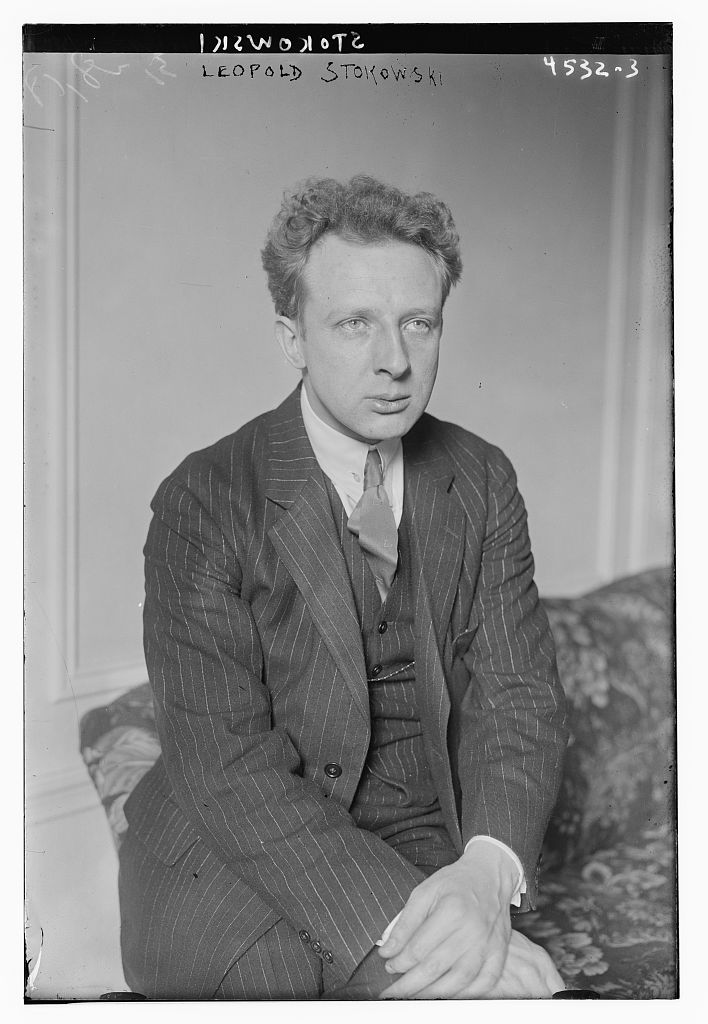
ストコフスキー

ラヴェル版は世界的な人気を得たが、同版の演奏権はクーセヴィツキーが5年間独占する契約だったことや、著作権の問題で他の音楽家によるオーケストラ編曲も多数試みられた。
その中で特に有名なものは、指揮者ストコフスキーによる編曲版である。冒頭の「プロムナード」の旋律が第1ヴァイオリンのみのユニゾンで演奏される。ラヴェル版のフランス風に洗練された編曲に対し、原曲のロシア的な響きを生かすという意図のもとに編曲されている。ゲンナジー・ロジェストヴェンスキーが録音するなど、本場ロシア（ソビエト）でも受け入れられていた。

### ピアノ版のホロヴィッツによる編曲

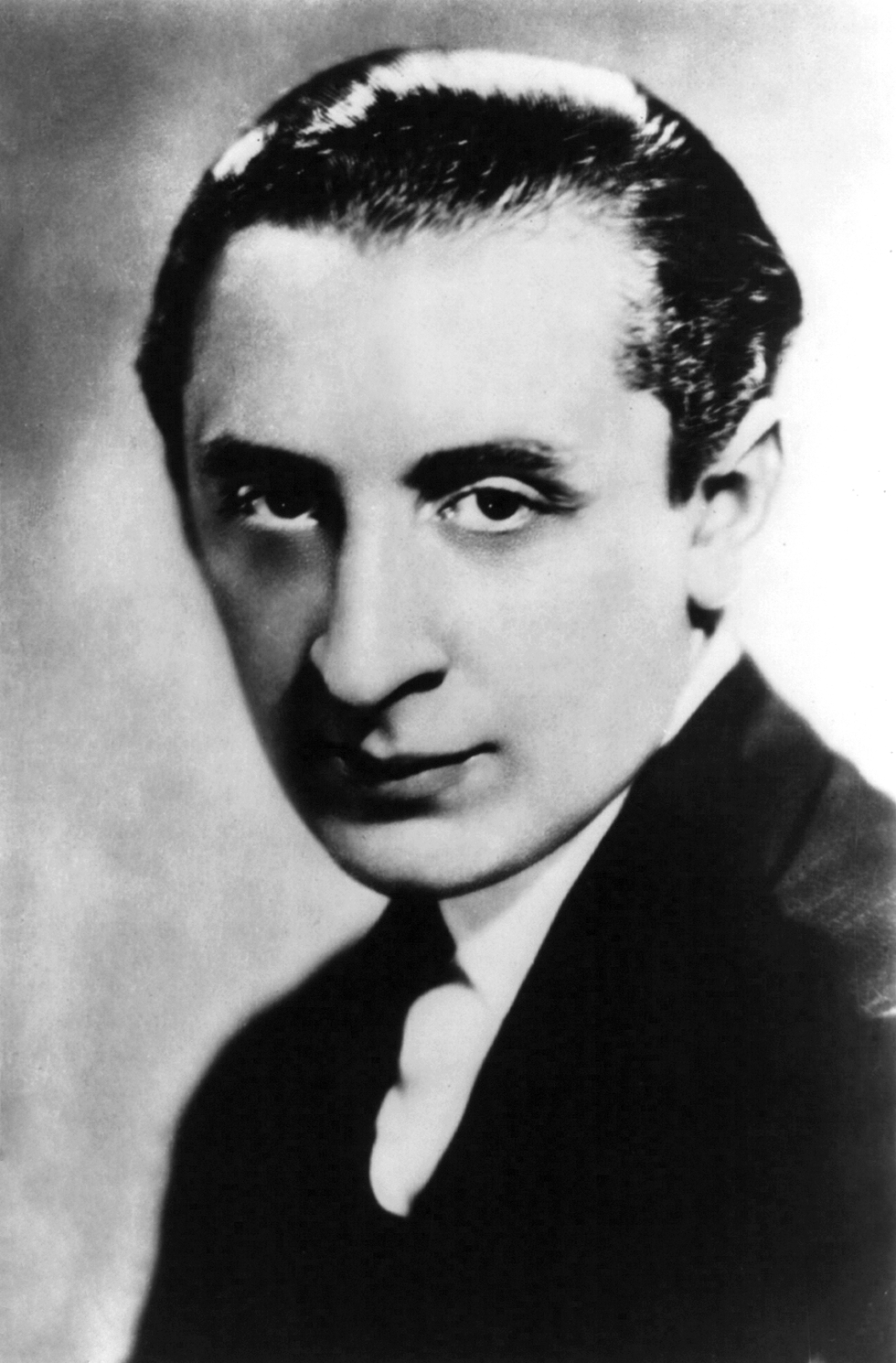
ホロヴィッツ

ムソルグスキー自身は一流のピアニストではなかったこともあり、原曲のピアノ書法ではラヴェル編曲の管弦楽版のような色彩感に乏しいことは否めない。1940年代に入るころ、ロシア出身で当時アメリカに亡命していたウラディミール・ホロヴィッツが独自の編曲を手掛け、1947年からコンサートでしばしば演奏するようになった。1947年のスタジオ録音と1951年のライヴ録音がレコードとして発売され、大きな話題になった。
これらは編曲とはいえ、ピアノ版の『展覧会の絵』の録音としては最も古い部類に属する。原典を重視する向きには敬遠されることがあるものの、ムソルグスキーによるピアノ原曲を世界に知らしめる上で、ホロヴィッツの演奏が果たした役割は極めて大きい。同時に、ホロヴィッツがこの編曲の楽譜を公開しなかったことと、その録音が越え難い決定盤と評価されたことが、他のピアニストがピアノ版に取り組むことを避けた最も大きな要因とも言える。もちろん原曲より技巧的には難しくなっている個所が多いが、その後、幾人かが録音された演奏からの楽譜起こしを試みた結果、聴感上の難度に比べ、非常に効率的な編曲がなされていることが分かっており、ホロヴィッツがいかにピアノ技法を熟知していたかをうかがい知ることができる。
ホロヴィッツ自身、この編曲は超絶演奏技巧を披露するためではなく、ムソルグスキーの原曲が持つロシア的な性格を一層引き出しつつ、ピアノの持つ可能性を最大限に活かすことを目的とした編曲であると述べている。

### リヒテルのソフィア・ライブ（原典版の復活）

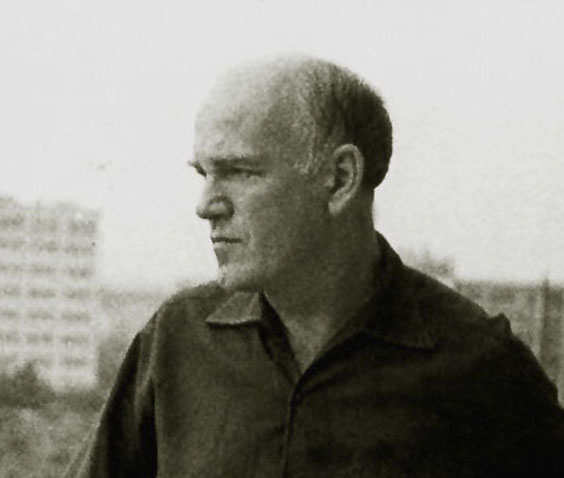
リヒテル

ラヴェル編曲のオーケストラ版の人気に伴い、原曲（ピアノ曲）の方も、少しずつ演奏されるようになってきた。しかし難曲であったため、これを弾けるのは「ヴィルトゥオーゾの証明」のような扱いになりかけていて、むしろ管弦楽版が原曲であるかのような扱いでもあった。また1931年にラムの校訂版が出版されてからも、演奏されることはあってもリムスキー＝コルサコフ版だった。そうした中、ロシアのピアニスト、リヒテルのレコードが新しい扉を開く。1958年のことである。
当時はアメリカとソ連（現在のロシア）の対立が激化し、東西冷戦の真っ最中である。ロシアのピアニストたちは高い評価を得ていたが、そのレコードや演奏が西側諸国で聴ける機会はなかなかなく、リヒテルも幻のピアニストと言われていた。そのリヒテルのソフィア（ブルガリア）でのコンサート録音がレコードとして発売された。曲目の中に『展覧会の絵』があった。西側諸国ではまだほとんど聴くことができなかった、原典版に忠実な演奏であった。リヒテルのすさまじいばかりの演奏技術も衝撃的で、これが原典版がメジャーになるきっかけと言って良い。
現在、入手可能なCDやレコードを整理すると、この1958年を境にして、『展覧会の絵』のピアノ曲の録音が、リムスキー＝コルサコフ版から原典版へとがらりと切り替わるのがよくわかる。原典版は、ラヴェル編曲版とは違いロシア臭が強く、強烈な個性がある。無論、演奏するには難曲であることに変わりはないが、ラヴェル版のピアノ編曲のようになりがちであったピアノ原曲が、ラヴェル版にはない魅力を持ったものになった。そして、ラヴェル版に負けず劣らぬ人気の曲になった。
なお、リヒテル当人はラヴェル版に関しては「私はあの編曲は嫌いだ」「ムソルグスキーの音楽を理解していない」と評しており、たいへんに批判的であった。

### エマーソン、レイク＆パーマー版

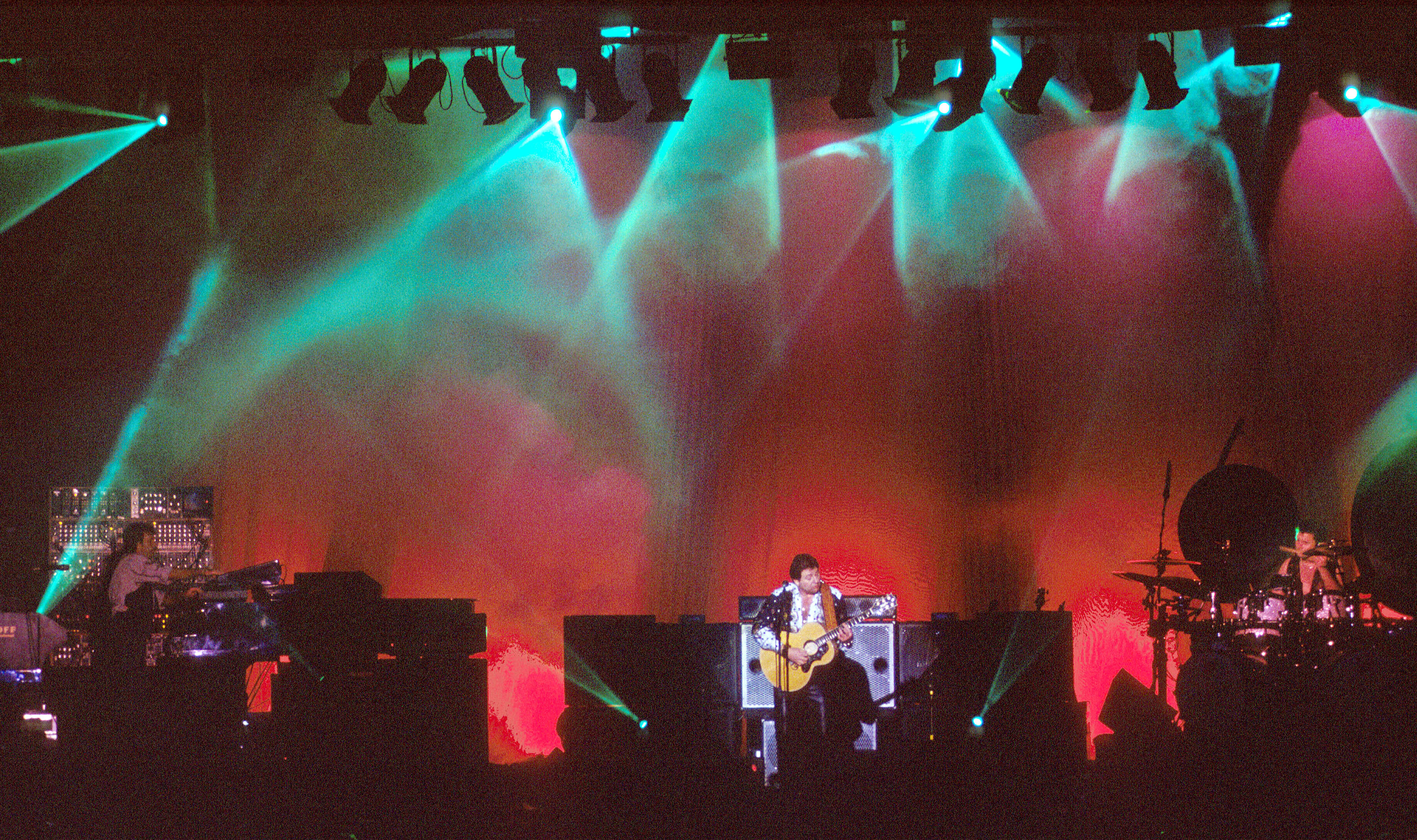
エマーソン・レイク・アンド・パーマー（1992年の再結成ライブにて）

イギリスのプログレッシブ・ロック・バンド、エマーソン・レイク・アンド・パーマー（ELP）はクラシックの楽曲をロックにアレンジして演奏することを得意としていた。（ロック・グループが、クラシックの曲をシンセサイザーやハモンドオルガンでアレンジして演奏したことは、当時としてはセンセーショナルなことであった。）展覧会の絵もレパートリーの一つであり、1971年にそのライブ演奏を収録したレコードを発売する。ただしこのELP版は一部を抜粋したものであり、バンドによるオリジナル部分を挿入した形式であった（それでも30分を超える演奏である）。また、原曲のテーマに合わせた死と生に関する独自の歌詞を付けて歌っており、最後のキエフの大門は「我が生に終わりなし、我が死に始まりなし、死こそ生なり(There's no end to my life, no beginning to my death, Death is life.)」と締めくくられている。ライブ録音であるこのアルバムではアンコール曲も収録されており、その曲はくるみ割り人形(Nut Rocker)である。このような演奏が実現したことには、もともとクラシックの素養のあったリーダーのキース・エマーソンによる影響が大きい。
ELPの展覧会の絵は長い間ライブ録音しか存在しなかったが、後に約15分に短縮したバージョンをスタジオ録音してアルバムに収めている。

### それ以降の様々な発展
ELP以降、一挙に様々なアレンジが出てくる。冨田勲のシンセサイザー版（1974年）、山下和仁のギター独奏版（1981年）などは世界的にも大きな影響を与えた。このほか、オルガン版や吹奏楽版、マンドリン版などの人気も高く、現在もさまざまな録音が次々と出ている。また、プログレッシブ・ロックの影響を受けたドイツのヘヴィメタル・バンドであるメコン・デルタはエマーソン・レイク・アンド・パーマー版を元にした曲、およびオーケストラとの共演版を発表している。
また多くが散逸しているハルトマンの絵についても、1991年に日本のNHKが團伊玖磨の進行でスペシャル番組『革命に消えた絵画・追跡・ムソルグスキー“展覧会の絵”』を放送した。ハルトマンの絵のうち『展覧会の絵』のモチーフとなったとされる10枚の絵をすべて明らかにする、という『展覧会の絵』の謎解きの核心にせまった番組であった。こちらについては絵柄と楽想の乖離や、学問的な手続きが不十分であるという批判もあり、曲と絵との関連性がすべて明らかになったとは言えないが、それまで曲に比べてハルトマンの絵の研究はほとんどされていなかったので先駆的な仕事であったと言って良い。また「ビドロ」という言葉の意味（ポーランド語の"bydło"には「牛車」の他に「（牛のように）虐げられた人」の意味がある。ハルトマンがポーランドで描いたスケッチのタイトルは『ポーランドの反乱』であり、自筆譜にも本来のタイトルを削って書き直した跡があったことから、公表を憚った可能性が高い）や音楽的な印象などから絵を推理していく「面白さ」は画期的であった。

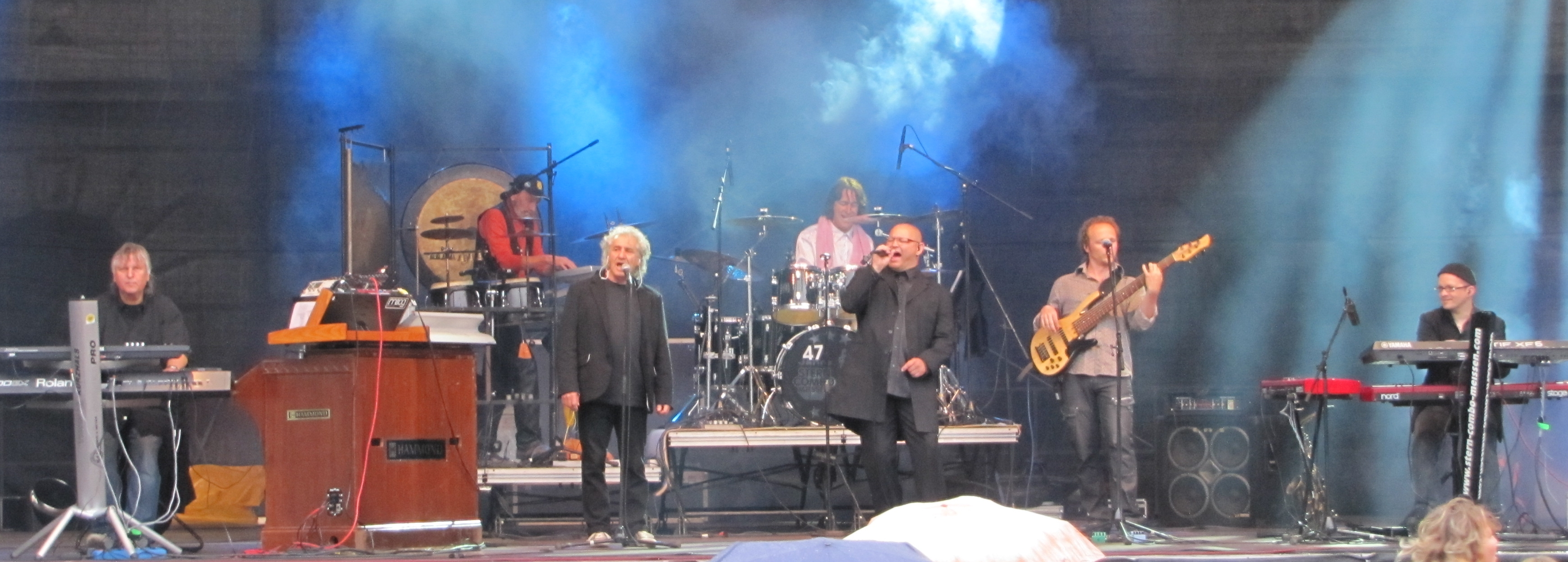
Stern-Combo-Meißen（2011年6月19日のライブにて）

2015年、ドイツのプログレッシブ・ロック・バンド Stern-Combo Meissen が "Bilder einer Ausstellung" のタイトルで『展覧会の絵』の全編をロック化した作品を発表している。
2022年ロシアのウクライナ侵攻を受けて、ウクライナの平和や犠牲者への鎮魂の思いからキエフの大門または組曲全曲を演奏する動きがある。

## さまざまな編曲
最も有名な編曲はラヴェルのオーケストレーションによるものであり、オーケストラの演奏会で取り上げられる演目のほとんどはこの版であるが、他にも多くの版が存在する。ラヴェル以降に作られた管弦楽版は、ラヴェル版（またはラヴェル以前に作られたリムスキー＝コルサコフ版）を参考にしているものが多く、その影響はきわめて大きい。
日本の冨田勲は、シンセサイザーによる編曲・録音を行った。その2つの編曲版のうち、管弦楽版は手塚治虫の実験アニメーションのために書き下ろした作品である。これは手塚がラヴェル版を用いようとしたところ、ムソルグスキーの著作権は消滅していたもののラヴェルの著作権が生きていることが判明し（1998年まで）、デュラン社から膨大な使用料を要求され予算を超えてしまったためやむなく取り下げ、代わりに冨田に依頼したという経緯がある。冨田はわずか1週間でこの編曲を仕上げたという（現在DVDなどで見られる実験アニメーションの『展覧会の絵』は、完成当時のものではなく、宗教対立のエピソードがカットされたなどにより、曲の一部が編曲当時のものとは異なる）。

### 管弦楽版
- トゥシュマロフ版（「トゥシュマロフおよびリムスキー＝コルサコフ版」「リムスキー=コルサコフ版」と表記されることもある）
- ヘンリー・ウッド版（ラヴェル版以前に編曲。ラヴェル版発表後にウッド自身により封印された）
- レオ・フンテク版（ラヴェル版以前に編曲）
- ラヴェル版
- 近衛秀麿版（1934年）[36]
- レオポルド・ストコフスキー版（終曲にオルガンを含む）
- セルゲイ・ゴルチャコフ（Sergei Gorchakov）版
- ユッカ＝ペッカ・サラステ版（ゴルチャコフ版とフンテク版から任意で選択）
- ルシアン・カイエ（Lucien Cailliet）版
- 北爪道夫版 （サックスを含む）
- 冨田勲版（手塚治虫のアニメーションのためにオーケストラ編曲）
- ウラディーミル・アシュケナージ版
- レナード・スラットキン版（さまざまな版（ラヴェル版を含む総計15の版）から任意で選択）（終曲に歌詞付きの男声合唱を含む）
- 津留崎直紀版（弦楽オーケストラ）（ラヴェル版を基にせず、原曲からの編曲）
- 酒井格版（飛騨ヴィルトーゾオーケストラ2011の為の編曲）
- ピーター・ブレイナー（Peter Breiner）版

### 協奏曲
- ロランス・レナード（Lawrence Leonard）版（ピアノ協奏曲）
- エミール・ナウモフ（Emile Naoumoff）版（ピアノ協奏曲）（曲中にオリジナルの部分を含む）

### 室内楽
- ジュリアン・ユー版（室内オーケストラ）
- イリヤ・イオフ版（弦楽合奏）
- 北方寛丈版
- 杉浦邦弘版（打楽器アンサンブル）
- 田中範康版（オルガンと打楽器アンサンブル）
- 音楽三昧版（いろいろな楽器(リコーダー類、擦弦楽器類)のアンサンブル）
- 菅原淳版（打楽器アンサンブル）
- トーマス・ウィルブラント（Thomas Wilbrandt）版（いろいろな楽器（木管楽器、金管楽器、打楽器、擦弦楽器、ピアノ：オンド・マルトノ）のアンサンブル）
- サミュエル・ラングマイヤー（Samuel Langmeier）版（バイオリン、ギター、コントラバスによるアンサンブル）
- 蓬田梓版（木管五重奏）
- ダグ・イェンゼン編曲版（ファゴット四重奏）

### 吹奏楽版
- エリック・ライゼン版
- マーク・ハインズリー版（ラヴェル版を基にしている）
- ロジェ・ブトリ版（ラヴェル版を基にしている）
- エルガー・ハワース版（フィリップ・ジョーンズ・ブラス・アンサンブルによる、金管アンサンブルと打楽器）
- サイモン・ライト（Simon Wright）版（ラヴェル版を基にせず、原曲からの編曲）
- スティーブン・ロバーツ（Stephen Roberts）版
- 平石博一版（金管アンサンブルと打楽器）
- 林光版
- 高橋徹版（ラヴェル版を基にせず、原曲からの編曲）
- ジョン・ボイド（John Boyd）版（ラヴェル版を基にせず、原曲からの編曲）
- 石川尭典版（キエフの大きな門のみ。原曲からの編曲）
- 三谷澤俊匡版（ラヴェル版を基にしているが、第5プロムナードを復活させている）
- 中橋愛生版（ラヴェル版を基にせず、原曲からの編曲）
- 保科洋版
- 石津谷治法版

### マンドリンオーケストラ
- 大栗裕版
- 小穴雄一版
- 難波研版

### 器楽曲
- ホロヴィッツ版（ピアノ独奏。原曲ではなくラヴェルの管弦楽版を参考に、より超絶技巧性を持たせたもの）
- チャールス・シフ（Charles Schiff）版（独奏チェロとピアノ）
- クリスティアン・リンドベルイ版（独奏トロンボーンとピアノ）
- 長生淳版（独奏サクソフォン(複数持替)とピアノ）
- 山下和仁版（ギター独奏）
- ミカ・ヴァユリネン（Mika Väyrynen）版（アコーディオン）

### ロック
- エマーソン・レイク・アンド・パーマー (EL&P) 版（プログレッシブ・ロック）
- メコン・デルタ（Mekong Delta）版（プログレッシブ・メタル）

### ジャズ
- アリン・ファーガソン（オールイン・ファーガソン、Allyn Ferguson ）版（ジャズ・ビッグバンド）
- 松本治（山下洋輔スペシャル・バンド）版（ジャズ・ビッグバンド）
- マッツ・アップ（MATS-UP）版（ジャズ・アンサンブル版。アルバムタイトルは"Same Pictures - New Exhibition"。）

### その他
- 冨田勲のシンセサイザー版
- 彭修文（ペン・シュウェン、Peng Xiuwen）版（中国民族楽器大合奏）
- 甲田潤版（全曲に歌詞をつけた混声合唱）[38]
- 伊藤康英版（「二台八手ピアノ、サクソフォーン四重奏、混声合唱と吹奏楽のための交響的カンタータ」とし、16曲中13曲に歌が付けられている）

## モチーフとされているハルトマンの絵

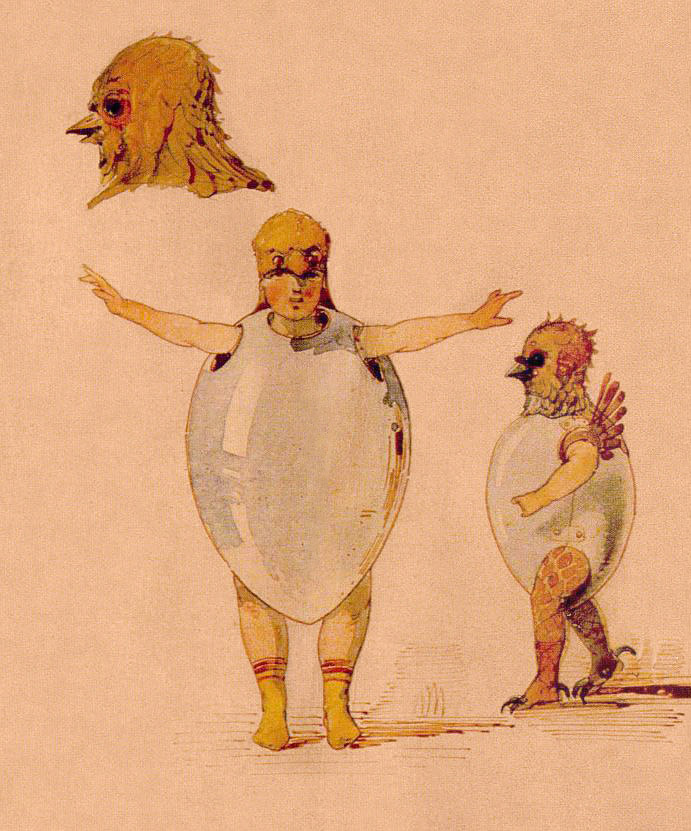
卵の殻をつけた雛の踊り
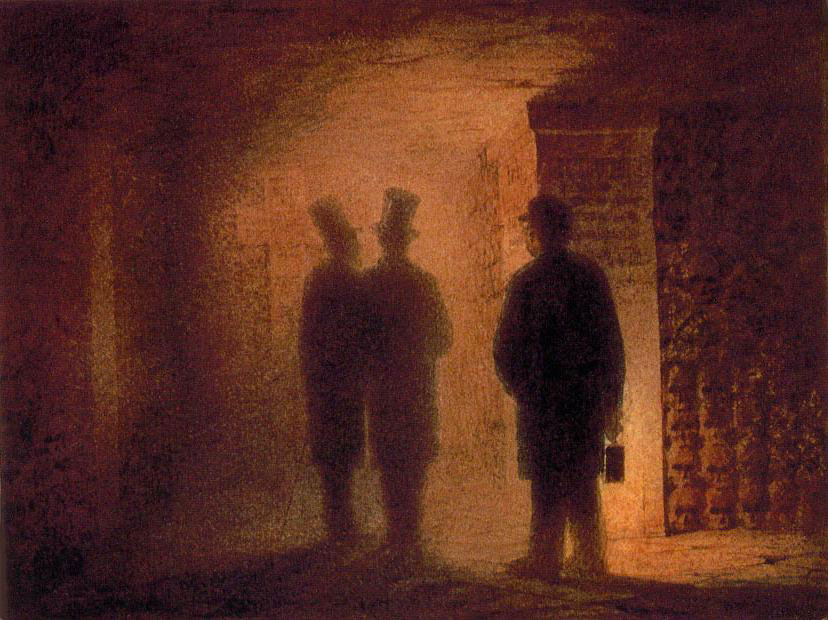
カタコンベ
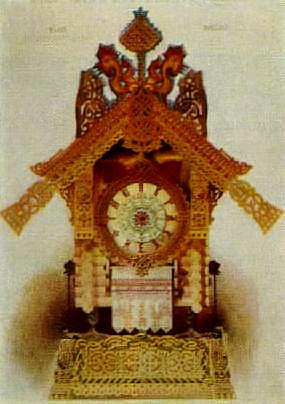
鶏の足の上に建つ小屋 - バーバ・ヤーガ
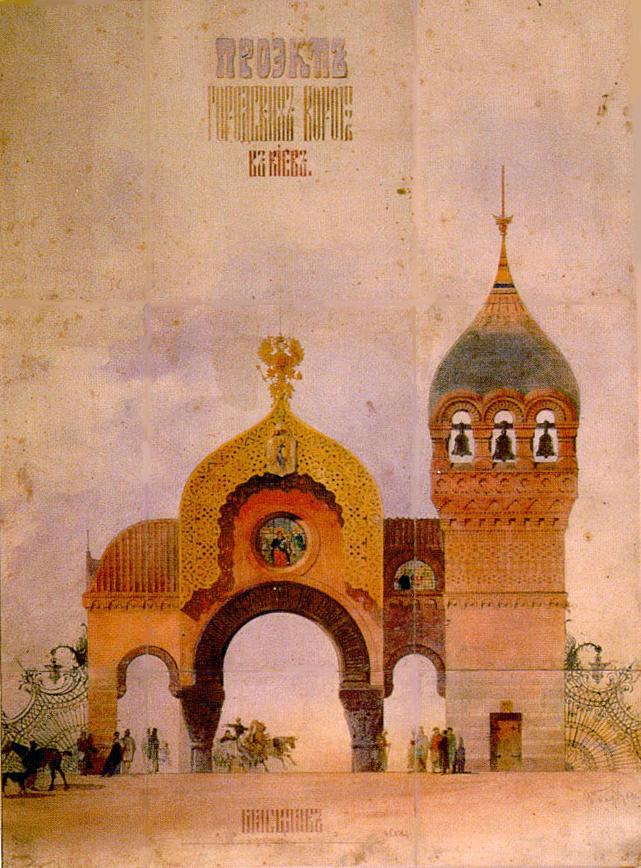
キエフの大門